# 冉钧
冉钧（1899年5月12日—1927年4月1日），原名高镒，字浩然，四川江津县津福乡（今重庆市江津区双福街道）人，中国近代政治人物，中国共产党早期活动家。曾任中共重庆地方执行委员会组织部主任。

## 生平

### 早年学习岁月
1899年（光绪二十五年）生于四川江津。冉钧家贫，幼年丧父，兄妹4人由母亲况氏抚养。
1919年（民国八年），随母到重庆南岸，在一盐店作学徒，半工半读。同年9月，以总成绩第二名考入重庆留法勤工俭学预备学校。1920年8月，与邓希贤（邓小平）、江泽民等人一道赴法国勤工俭学。在法国，冉钧积极参与由中国留学生赵世炎、周恩来等组织的政治活动。
1922年，在李立三、聂荣臻帮助下，冉钧加入中国社会主义青年团，后于1923年转入中国共产党。1924年夏，按中共中央的指示，冉钧、聂荣臻等23人被中共旅欧总支部派赴苏联莫斯科东方劳动大学深造，期间冉钧和陈乔年、王若飞、叶挺等人同班。

### 参与领导党务
1925年，冉钧从苏联回国，返回重庆。此时正值第一次国共合作，他参加国民党（左派）省党部工作并任组织部干事。同年5月30日，上海发生五卅惨案，青年团重庆地委领导群众展开反对帝国主义的活动，并成立了“英日惨杀华人案重庆外交后援会”。冉钧等带领群众示威游行，开展禁止外轮停泊重庆港口，抵制、销毁仇货，以及严惩“汉奸”、“洋奴”及“奸商”的活动。
1925年8月，国民党中央党部派吴玉章到四川整理党务。吴玉章回川后，成立了国民党四川省临时执行委员会，冉钧负责秘书处工作，处理日常事务。并与吴玉章、杨闇公、杨伯恺一同创办了中法大学四川分校，并兼任教员。还参与创办刊物《四川国民》，宣传孙中山的联俄、联共、扶助农工三大政策。冉钧还经常撰写文章，编辑稿件。期间其母和姐姐多次劝其早日结婚，均被谢绝。
1926年1月，中共重庆支部在中法大学四川分校成立，冉钧任支部书记。同年2月，中共重庆地方执委（代行省委职权）成立，杨闇公任书记，冉钧任组织部主任。重庆地委建立后，杨闇公、冉钧等按照中共中央的指示，同国民党右派和国家主义派作斗争，以此扩大国民党四川省党部中的左派势力，并派出共产党员到各县市组织国民党左派党部。同时，中共重庆地委决定加强军事工作，对川军部分中上级军官进行思想工作，以此扩大反帝反封建的势力。冉钧被安排到向时俊部任师政治部组织科长兼政训班教官，开展统战工作。
1926年9月5日，英国炮击万县，制造了“万县惨案”。杨闇公、冉钧等立即动员、领导四川人民开展反对英帝国主义，声援万县人民的群众运动。9月8日，经重庆各界300多个团体开会后，“九五惨案国民雪耻纪念会”在重庆成立，该会由冉钧具体负责。9月9日，在重庆夫子池举行近六千人的市民大会，会后示威游行。
同年11月25日，国民党（左派）四川省第一次代表大会在重庆开幕。冉钧与杨闇公、朱德、刘伯承、刘愿庵等共产党员参加了大会的组织领导和秘书处工作。冉钧任秘书处议事股长。

### 去世
1927年3月31日，中共重庆地委和国民党莲花池省党部在重庆打枪坝召开群众大会，声讨帝国主义炮击南京（即三二四惨案），冉钧、杨闇公、漆南薰等人主持大会。四川军阀刘湘命令王陵基、蓝文彬等派兵包围会场，屠杀共产党人、左派国民党员和群众，当场死伤千余人。冉钧在工人纠察队和群众掩护下跳墙脱险。为了让脱险的党员迅速转移和销毁秘密文件，冉钧渡江回城，于当日深夜回到住所。离开江北时，有人劝冉钧为了安全考虑，暂不要回到市内。他说：“达三（陈达三）、树棻（漆南薰）都牺牲了，我怎么可以一个人偷着活呢！”
4月1日晨，冉钧和任白戈（一说为“和刘成辉等人”）一道准备找杨闇公研究“三三一惨案”的善后工作。途中为避免逮捕和暗杀，两人分开前行。当冉钧行至七星岗蜈蚣岭天主教堂附近时遭到刘湘的便衣特务追捕，为首的认出了冉钧，狂喊：“抓住赤党头子！”冉钧毫无惧色，迎向特务。特务纷纷举枪射击，冉钧当场倒在血泊中，年仅28岁。

## 纪念
中国共产党评价其为“重庆和四川地区共产主义运动先驱者”，“革命烈士”。
其墓地位于江津双福，2000年9月7日被列为第一批重庆市文物保护单位。墓前有其半身雕像。
2003年，被评为重庆历史名人。
2016年，由江津区委主编，钟治德著的《冉钧传》出版。